# Nile in Blue
「Nile in Blue」（ナイル・イン・ブルー）は、菊池桃子が1987年7月29日にリリースした11枚目のシングルである。

## 解説
- 日本テレビ系列『24時間テレビ 「愛は地球を救う」10』テーマ曲。
- 当時の所属事務所（トライアングルプロダクション）と提携関係だった日本テレビで放送されていた『歌のトップテン』との関係を優先したため、TBSテレビ「ザ・ベストテン」への出演は拒否していた[注釈 1]。

## 収録曲
1. Nile in Blue
  - 作詞:売野雅勇／作曲:林哲司／編曲:鷺巣詩郎
2. 日曜日のレシピ
  - 作詞:有川正沙子／作曲・編曲:林哲司